# L'Action humaine, traité d'économie
L’Action humaine, traité d’économie est le magnum opus de Ludwig von Mises, auteur central de la tradition économique dite « autrichienne ». Il est paru pour la première fois en 1949 en anglais sous le titre Human Action, a treatise on economics.

## Historique
Après son départ pour Genève en 1934, Mises profite de sa relative sécurité matérielle en tant que professeur rémunéré du Graduate Institute of International Studies pour se consacrer entièrement à la réflexion et à l’écriture. Il entreprend alors de synthétiser et de prolonger ses travaux antérieurs pour construire un système complet de théorie économique.
Mises est alors convaincu que l’ignorance et les théories fausses sont la source de bien des malheurs que s’inflige l’humanité, que les pratiques monétaires inflationnistes des États, et les théories qui prétendent les justifier, conduisent à la catastrophe et que le socialisme, voire toutes les formes d’interventionnisme économique même atténuées, conduisent à la ruine de la civilisation. Il se donne alors pour tâche d’éradiquer toutes ces erreurs en exposant les phénomènes économiques dans leur globalité.
Le résultat de ce travail paraît en 1940 et en allemand sous le titre Nationalökonomie, Theorie des Handelns und Wirtschaftens. Mais la guerre empêche sa diffusion et son éditeur suisse fait faillite. Pendant son exil aux États-Unis à partir de 1940, Mises en prépare une version en langue anglaise, qui est publiée en 1949 sous le titre Human Action, a Treatise on Economics (New Haven: Yale University Press).
L’Action humaine est à la fois un ouvrage militant par sa défense passionnée d’une conception réaliste de la science économique et de la liberté individuelle, un ouvrage didactique qui s’adresse à tous et pas seulement aux économistes spécialisés, et néanmoins un ouvrage savant qui exige beaucoup du lecteur et pousse la réflexion jusqu’à ses lointaines conséquences.
Mises écrit lors de la publication :

« L’économie ne se laisse pas décomposer en branches spécialisées. Elle traite invariablement de l'interconnexion de tous les phénomènes de l'action économique. Tous les faits économiques se conditionnent mutuellement. Chacun des divers problèmes économiques doit être traité dans le cadre d'un système complet qui assigne sa juste place et son juste poids à chaque aspect des besoins et des désirs humains. Toutes les monographies restent fragmentaires si elles ne sont pas intégrées dans un traitement systématique du corps entier des relations sociales et économiques. 
Fournir une telle analyse complète est l’objet de mon livre L’action humaine, un traité d’économie. C'est la consommation d'études et d'investigations perpétuelles, le précipité d’un demi-siècle d'expérience. J'ai vu opérer des forces qui ne pouvaient qu’annihiler la civilisation et la prospérité élevées de l'Europe. En écrivant mon livre, j'espérais contribuer aux efforts de nos contemporains les plus éminents pour empêcher ce pays de suivre le chemin qui mène à l'abîme. »

Cet ouvrage monumental (près de mille pages) présente une conception originale de la discipline, avec des développements sur la plupart de ses problèmes fondamentaux. Il couvre une large gamme de sujets, depuis les fondations épistémologiques jusqu’aux problèmes éthiques, politiques et sociaux, en passant par une théorie de l'échange indirect, une théorie de la monnaie et du capital, une théorie du marché, une théorie des cycles économiques, et plus encore.

### Éditions
- Ludwig von Mises (trad. Gérard Dréan), Abrégé de l'Action humaine, traité d'économie, Paris, Les Belles Lettres, 2004, 218 p. (ISBN 978-2-251-39037-6, présentation en ligne)
- Ludwig von Mises (trad. Raoul Audouin), L'Action humaine : Traité d'économie, Paris, Institut Coppet, 27 mars 2011, EPUB (lire en ligne)
- Ludwig von Mises (trad. de l'anglais par Raoul Audouin), L'Action humaine : Traité d'économie, Paris, Presses universitaires de France, 1985, 942 p. (ISBN 2-13-038598-2)

### Critiques
- (en) Hans F. Sennholz, « Human Action », The Freeman, vol. 47, no 6,‎ juillet 1996, p. 535-536 (lire en ligne, consulté le 11 novembre 2014)